# 하구로역 (아이치현)
하구로역(일본어: 羽黒駅, はぐろえき)은 일본 아이치현 이누야마시에 있는 메이테쓰 고마키선의 역이다. 역 번호는 KM01이다.

## 역사
- 1931년 4월 29일: 메이테쓰 철도(이후, 나고야 철도) 오조네 선의 하구로역으로 영업 개시.
- 1966년 11월 3일: 메이지무라구치역으로 역명 변경.
- 1977년 10월 1일: 신역사 준공, 플랫폼 이전.
- 1985년 10월 9일: 하구로역으로 역명 환원.
- 2003년 3월 27일: 무인화.
- 2011년 2월 11일: IC카드 승차권 "manaca" 공용 개시.
- 2012년 2월 29일: 트랜 패스 공용 종료.

## 역 구조
- 1면 1선의 지상역으로 무인역이다. 자동 매표기, 개찰기, 정산기가 있다. 역 집중 관리 시스템에 의하여 관리되고 있다.(이누야마 역의 역장실 내)
- 출입구는 1곳, 헤이안도리 방향 끝에 설치되어 있다.
- 예전에는 플랫폼이 선로 동쪽에 있고 이 곳에 버스 정류장이 있었다. 역 동남쪽에 아파트가 들어서 있는데 그 당시의 장소는 버스 로터리였다. 역 플랫폼 이전 후에는 버스 로터리에 버스 승강장을 이전했다.(현, 주차장)
- 선로는 역 들어가기 직전에, 2면 2선의 역 구조인 것처럼 약간 서쪽에 치우쳐져 있다.
- 회송 열차는 본 역을 통과하지만, 본 역 옆의 건널목이 통과 열차에 대응하고 있지 않아 크게 둔화되어 통과한다.

### 승강장
| 노선       | 방향 | 행선                    |
| ---------- | ---- | ----------------------- |
| ■ 고마키선 | 하행 | 이누야마 방면           |
| ■ 고마키선 | 상행 | 고마키・헤이안도리 방면 |

## 역 주변
- 이누야마 하구로 우체국
- 이누야마 시립 동부 중학교
- 이누야마 시립 남부 중학교
- 이누야마 시립 하구로 초등학교
- 이누야마 시민 문화 회관
- 이누야마 시 관공서 하구로 출장소

## 인접역
| 나고야 철도 ■ 고마키선    | 나고야 철도 ■ 고마키선 | 나고야 철도 ■ 고마키선      |
| ------------------------- | ---------------------- | --------------------------- |
| KM02 가쿠덴 가미이다 방면 |                        | 이누야마 IY15 이누야마 방면 |